# Radolf von Kardorff
Radolf von Kardorff (* 26. Oktober 1881 in Böhlendorf; † 5. Dezember 1967 in Berlin) war ein deutscher Diplomat.

## Familie, Ausbildung und militärische Laufbahn
Von Kardorff wurde als Enkel des Friedrich Ernst von Kardorff und Sohn von Ernst von Kardorff und dessen Frau Helene Freiin von Neuendorf geboren. Seine Schulbildung erhielt er am Fridericianum Schwerin, wo er 1901 das Abitur erlangte. Von 1901 bis 1906 studierte er in Heidelberg, München und Berlin Rechtswissenschaften und legte das Referendarexamen ab. 1901 wurde er Corpsschleifenträger des Corps Saxo-Borussia Heidelberg. Von 1902 bis 1903 meldete er sich als Einjährig-Freiwilliger. Danach setzte er seine Militärkarriere als Reservist fort und erreichte den Rang eines Rittmeisters der Reserve. Von Kardorff war nie verheiratet und starb kinderlos.

## Karriere als Diplomat

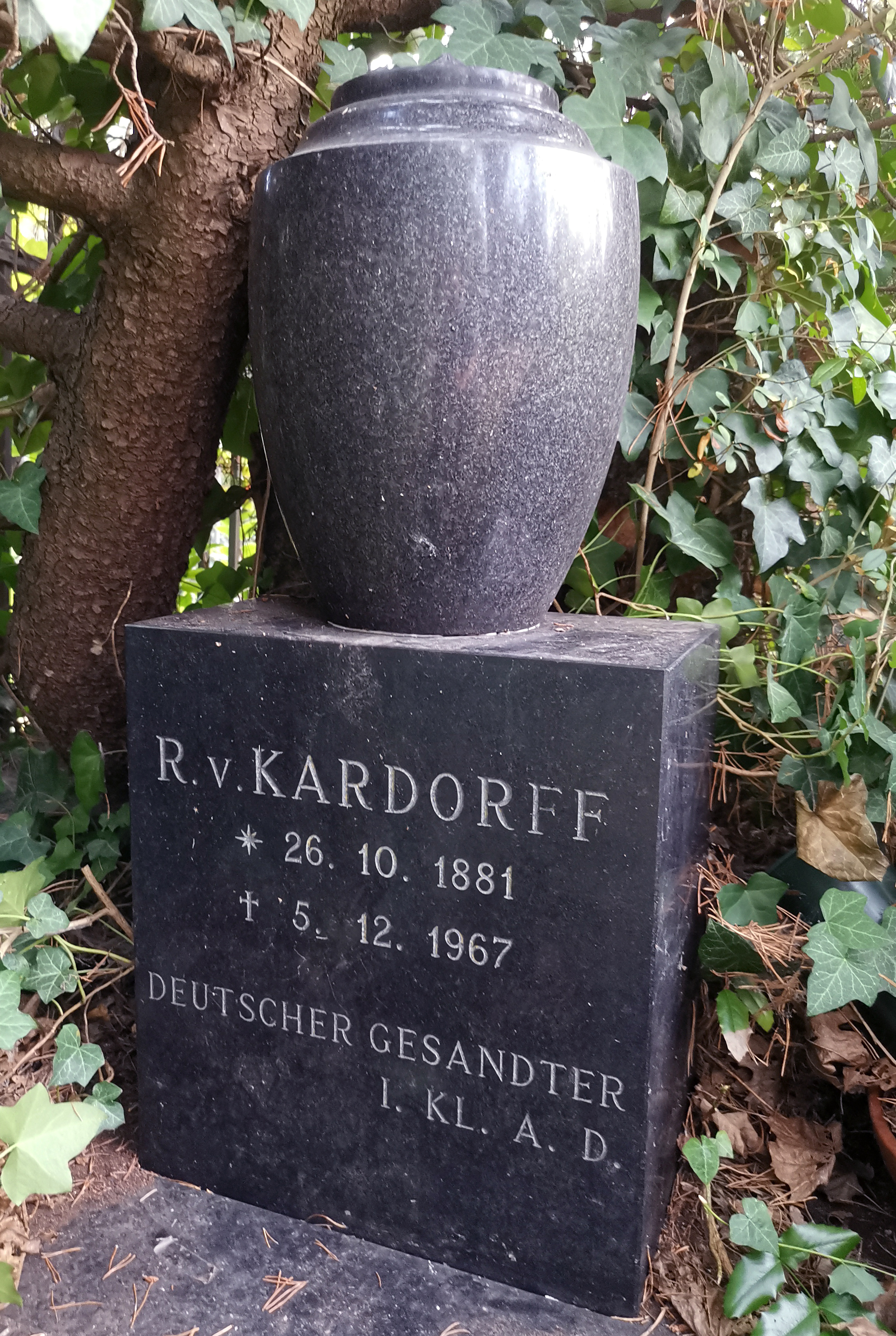
Grab auf dem Luisen-Friedhof II

Im Januar 1908 trat von Kardorff in den Auswärtigen Dienst ein und wurde zunächst an der preußischen Gesandtschaft beim Heiligen Stuhl eingesetzt. Nach Bestehen der diplomatischen Prüfung übernahm er 1911 die kommissarische Leitung der Gesandtschaft in Mexiko. Hieran schloss sich ein Aufenthalt an der Gesandtschaft in Teheran an, bevor er 1915 mit der Neueinrichtung und Leitung des Konsulats in Isfahan beauftragt wurde. Anfang März 1917 kehrte er ins Auswärtige Amt zurück. Ein Jahr später wurde von Kardorff als Ministerresident nach Helsinki entsandt. Es folgten Anstellungen in Bern und Sofia, bevor er 1923 als erster Botschafter des Deutschen Reichs nach der völkerrechtlichen Anerkennung Albaniens die Leitung der Gesandtschaft in Tirana übernahm. Diese Stellung hatte er bis April 1929 inne und wechselte dann als Gesandter an die Botschaft in Athen. Nachdem Kardorff 1931 in den einstweiligen Ruhestand versetzt worden war, schied er am 18. Juni 1933 gänzlich aus dem diplomatischen Dienst aus.

## Sonstiges
Nach seiner Ruhesetzung lebte Kardorff bis 1952 in Athen. Dort betrieb er archäologische Studien. Er wurde in Berlin-Charlottenburg auf dem Luisen-Friedhof II beigesetzt (Abt. BU).